# Gabriela Sabatini
Gabriela Beatriz Sabatini (født 16. maj 1970 i Buenos Aires, Argentina) er en kvindelig tennisspiller fra Argentina. Hun var en af verdens bedste kvindelige tennisspillere i 1980'erne og 1990'erne og vandt i løbet af sin karriere to grand slam-titler: en i damesingle og en i damedouble. Hun vandt endvidere en OL-sølvmedalje i damesingle ved de Olympiske Lege i 1988 i Seoul. I 1994 blev kun kåret til ITF-verdensmester for kvinder.
Hun vandt 27 WTA-turneringer i single, heraf to WTA Tour Championships og fem Tier I-titler, og 14 WTA-doubletitler, heraf to på Tier I-niveau.
Grbriela Sabatini opnåede sin bedste placering på WTA's verdensrangliste i damesingle som nr. 3 den 27. februar 1989, og hendes højeste rangering på doubleranglisten var ligeledes en tredjeplads den 6. november 1988.
Hun blev i 2006 valgt ind i International Tennis Hall of Fame, og i 2018 valgte tidsskriftet Tennis hende som en af de 20 bedste kvindelige tennisspillere i perioden 1968-2018.